# Isaía Mena
Isaía Mena (ur. 27 sierpnia 1987) – kolumbijski bokser, brązowy medalista igrzysk panamerykańskich.
W 2011 reprezentował  Kolumbię na Mistrzostwach Świata w Baku. W pierwszej walce pokonał Roka Urbanca ze Słowenii, a następnie przegrał z przyszłym złotym medalistą Azerem Magomiedrasułem Miedżidowem. Trzy tygodnie później wystąpił w Igrzyskach Panamerykańskich w Gudalajarze zdobywając brązowy medal w wadze superciężkiej. Wygrał z Amerykaninem Dannym Kellym, jednak w półfinale przegrał z Juanem Hirachetą z Meksyku.